# Xylocopa uclesiensis
Xylocopa uclesiensis är en biart som beskrevs av Pérez 1901. Xylocopa uclesiensis ingår i släktet snickarbin, och familjen långtungebin. Inga underarter finns listade i Catalogue of Life.